# Jean Brunet

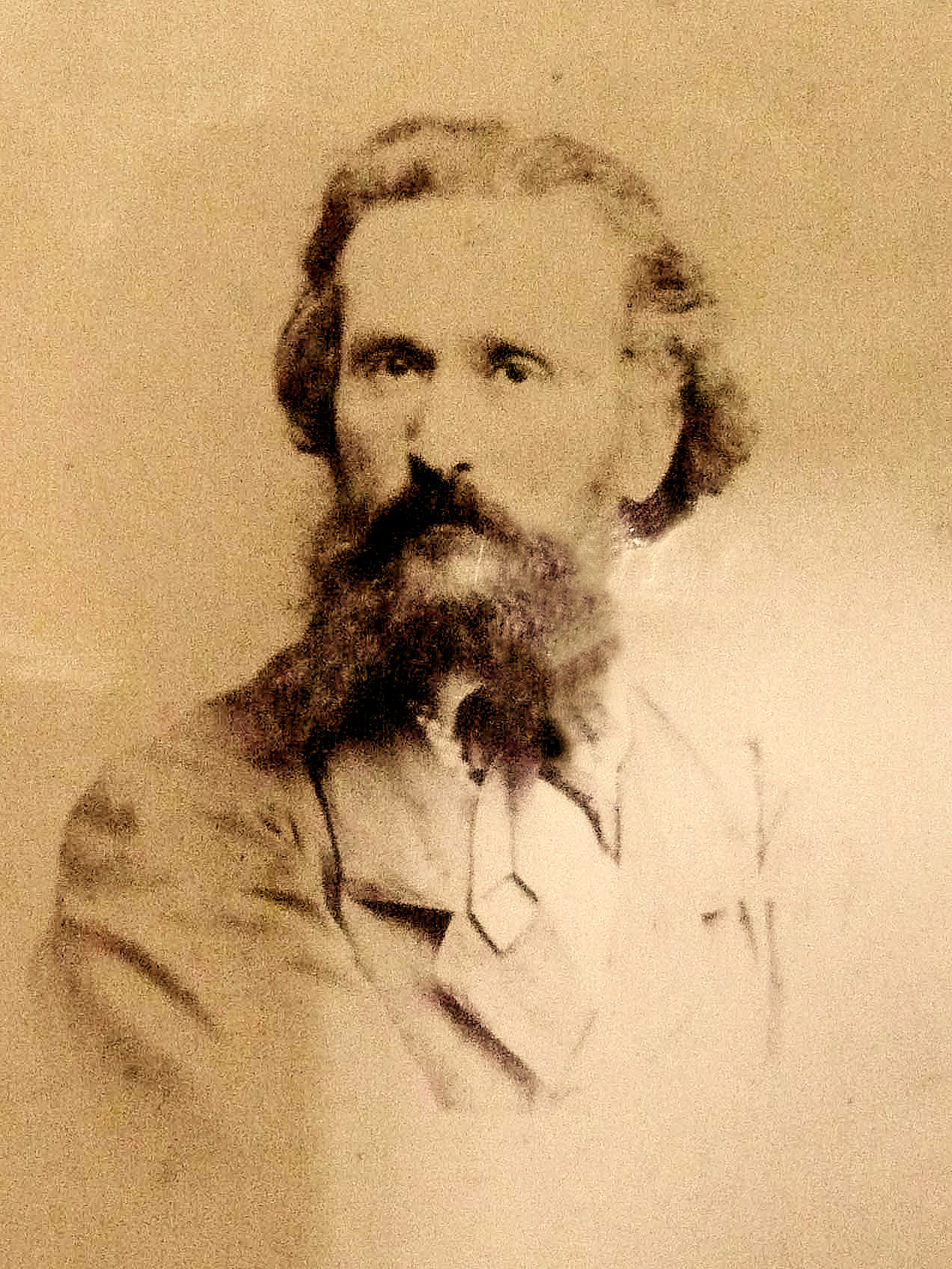
Jean Brunet, 1854

Jean Brunet (* 1823 in Avignon; † 23. Oktober 1894 ebenda) war ein französischer Dichter provenzalischer Sprache, Romanist und Provenzalist, sowie Mitbegründer des Félibrige.

## Leben und Werk
Jean Brunet war in Avignon Kirchenfenstermaler und am 21. Mai 1854 einer der sieben Begründer des Félibrige, in dessen 1855 begonnenem Jahrbuch L’Armana provençau er provenzalische Gedichte publizierte. Er wurde 1876 Majoral (Akademiemitglied) des Félibrige. Das von ihm in Angriff genommene phraseologische Wörterbuch des Neuprovenzalischen blieb Fragment.
Brunets Ehefrau Cécile war als Patin von Stéphane Mallarmés Tochter Geneviève (* 19. November 1864 in Tournon) im Herbst 1865 die Adressatin von Mallarmés Gedicht Sainte. (Mallarmé pflegte von Tournon aus enge Beziehungen zum Félibrige und hielt sich des Öfteren in Avignon auf, bevor er von 1867 bis 1871 dort Englischlehrer war.)
In Avignon ist ein Collège nach Brunet benannt.

## Werke
- Bachiquello e prouvèrbi sus la luno. Avignon 1876, 1880, 1885 (15 Seiten).
- Etude de moeurs provençales par les proverbes et dictons. In: Revue des langues romanes, 22, 1882, S. 125–135; 26, 1884, S. 5–48